# Erich Maria Remarque Institute
Le Erich Maria Remarque Institute est un institut de la New York University (NYU) qui concentre ses recherches sur l'Europe contemporaine. Il a été fondé en 1995 et porte le nom de l'écrivain allemand Erich Maria Remarque, dont la veuve fit une donation importante à la NYU. Ses buts sont de « soutenir et promouvoir l'étude et le débat sur l'Europe, et d'encourager et faciliter la communication entre Américains et Européens ».

## Histoire et contexte
Le Remarque Institute est créé à la New York University en 1995 sous la direction de Tony Judt,. Son nom lui vient de l'écrivain Erich Maria Remarque, dont la veuve Paulette Goddard fit une donation à l'université.
La chute du mur de Berlin en 1989 et tous les évènements qui en découlèrent ensuite dans l'est de l'Europe ont démontré combien il était important que les peuples américain et européen se connaissent et se comprennent mieux. Il était urgent de développer un savoir couvrant l'ensemble de l'Europe et non seulement sa moitié occidentale. Dès sa création, le Remarque Institute a traité le continent européen dans son ensemble et travaille à promouvoir la compréhension et le savoir sur ses différents constituants.

## Activités
Le Remarque Institute organise des cours, des ateliers, des conférences et des évènements afin d'atteindre les objectifs qui sont les siens. Ses diverses activités sont organisées par son équipe académique ainsi que par des chercheurs et professeurs venant des plus grandes Universités européennes et américaines.

## Antenne parisienne
L'Institut Remarque dispose depuis 2007 d'une antenne au sein du département d'histoire de l'École normale supérieure de la rue d'Ulm.